# Provincia Barletta-Andria-Trani
Barletta-Andria-Trani va fi o provincie în regiunea Puglia în Italia. A fost creată în mai 2004 dar va deveni efectivă abia în anul 2009. A fost creată din provinciile Bari și Foggia și va avea 10 comune.